# Gérard Saint-Paul
Gérard Saint-Paul (* 21. Juni 1941 in Pithiviers) ist ein französischer Journalist und Publizist.

## Leben
Saint-Paul studierte Philosophie am Sciences Po Paris (Licencié) und ließ sich bis 1969 am Centre de formation des journalistes in Paris ausbilden. 1970 begann er seine journalistische Karriere bei Europe 1 und arbeitete für Office de Radiodiffusion Télévision Française (ORTF). 1973 wurde er Korrespondent für TF1. Im Anschluss ging er zu France 3 und La Cinq, für den er von 1987 bis 1992 Deutschlandkorrespondent war. Von 1994 bis 1998 gehörte er der Redaktion von RMC an. Von 2001 bis 2005 war er Chefredakteur von arte. Danach war er für CF2I tätig und wurde von 2006 bis 2008 Programmdirektor von France 24.

## Auszeichnungen
- Ritter der Ehrenlegion
- Ritter des Ordre des Arts et des Lettres